# Горяй, Виталий Павлович
Виталий Павлович Горяй (8 марта 1970) — советский и российский футболист, нападающий и полузащитник.

## Биография
В последнем сезоне первенства СССР выступал в соревнованиях коллективов физкультуры за «Факел» (Красноград). В 1992 году перешёл в речицкий «Ведрич», в его составе сыграл три матча в высшей лиге Белоруссии. В 1993 году вместе со своим товарищем по «Ведричу» и красноградскому «Факелу» Алексеем Ёлкиным перешёл в российский «Металлург» Красный Сулин, за сезон принял участие в 21 матче второй лиги. После этого завершил профессиональную карьеру и играл в Таганроге на любительском уровне.